# Bledius actitus
Bledius actitus är en skalbaggsart som först beskrevs av Herman 1972.  Bledius actitus ingår i släktet Bledius och familjen kortvingar. Inga underarter finns listade i Catalogue of Life.